# 岡山県道197号方谷停車場線
岡山県道197号方谷停車場線（おかやまけんどう197ごう ほうこくていしゃじょうせん）は、岡山県高梁市を通る一般県道である。

## 概要
JR西日本伯備線 方谷駅と国道180号を結ぶ。

### 路線データ
- 起点：岡山県高梁市中井町西方（JR西日本伯備線 方谷駅前、岡山県道320号若代方谷停車場線終点）
- 終点：岡山県高梁市高倉町飯部（国道180号交点）
- 総延長：168 m

## 路線状況

### 重複区間
- 岡山県道320号若代方谷停車場線（高梁市中井町西方）

### 道路施設

#### 橋梁
- 中井橋（高梁川、高梁市）

## 地理

### 通過する自治体
- 高梁市

### 交差する道路
| 交差する道路                               | 交差する場所 | 交差する場所 |
| ------------------------------------------ | ------------ | ------------ |
| 岡山県道320号若代方谷停車場線 重複区間起点 | 中井町西方   |              |
| 岡山県道320号若代方谷停車場線 重複区間終点 | 中井町西方   |              |
| 国道180号                                  | 高倉町飯部   | 終点         |

### 沿線
- JR西日本伯備線 方谷駅
- 高梁川